# Qara Bagh (Herat)
Qara Bagh, eller Qarabagh, (persiska: قره‌باغ) är en ort i Afghanistan. Den ligger i distriktet Gulran och provinsen Herat, i den nordvästra delen av landet. Qara Bagh ligger 952 meter över havet och antalet invånare är 12 412.